# Neudörfl
Neudörfl (Hongaars: Lajtaszentmiklós , Kroatisch: Najderflj)   is een gemeente in de Oostenrijkse deelstaat Burgenland, gelegen in het district Mattersburg (MA). De gemeente heeft ongeveer 3900 inwoners.

## Geografie
Neudörfl heeft een oppervlakte van 9, km². Het ligt in het uiterste oosten van het land.
Antau · Bad Sauerbrunn · Baumgarten · Draßburg · Forchtenstein · Hirm · Krensdorf · Loipersbach · Marz · Mattersburg · Neudörfl · Pöttelsdorf · Pöttsching · Rohrbach bei Mattersburg · Schattendorf · Sieggraben · Sigleß · Wiesen · Zemendorf-Stöttera
- Gemeinsame Normdatei: 4041724-4
- MusicBrainz: 20abdea7-f0eb-446d-9809-ae1f1af94083
- Virtual International Authority File: 233680398
- WorldCat: E39PCjBqf49cWmwhvkcfR8BcCP